# Ciudad deportiva Afouteza
La Ciudad Deportiva Afouteza (en español la palabra "afouteza" significa "osadía", "valentía", "coraje"), es un complejo deportivo del Real Club Celta de Vigo, inaugurado el 28 de noviembre de 2020.
Se encuentra en el municipio de Mos, limítrofe con la ciudad de Vigo. Actualmente acoge los entrenamientos del primer y segundo equipo del club celeste.

## Instalaciones
Actualmente se encuentra en funcionamiento la Fase 1 del proyecto, edificado por Grupo San José, consta de 59 901 m² de parcela, 4 878 m² de superficie construida y 29 500 m² de superficie urbanizada. Dispone de 3 campos de césped natural y de un edificio principal que alberga almacenes, cuartos de instalaciones, gimnasio, oficinas, sala de prensa y vestuarios.

## Datos generales
Dirección: 
Camino del Monte, s/n,
36416 Mos (España)